# Lovecraft (cratère)
Lovecraft est un cratère d'impact présent sur la surface de Mercure. 
Le cratère fut ainsi nommé par l'Union astronomique internationale en 2013 en hommage à l'écrivain américain H. P. Lovecraft. 
Son diamètre est de 51,97 km. Il se situe dans le quadrangle de Bach (quadrangle H-15) de Mercure.